# Susanna Elisabeth Zeidler
Susanna Elisabeth Zeidler (verheiratete Haldensleben; * 16. März 1657 in Fienstedt; † um 1706) war eine deutsche Dichterin des 17. Jahrhunderts.

## Leben
Susanna Elisabeth Zeidler wurde als drittes Kind des Fienstedter Pfarrers Gottfried Zeidler und dessen Ehefrau Margarethe geboren. Zeidler hatte eine ältere Schwester namens Regina und einen Bruder, der später wie der Vater ebenfalls Pfarrer und Schriftsteller wurde, bekannt unter dem Namen Johann Gottfried. Von ihrem Vater wurde sie in Literatur, Religion, Geschichte und der französischen Sprache unterrichtet. Bereits in ihrer Kindheit interessierte sich Zeidler für die Dichtkunst, erhielt jedoch darin keine Unterweisung. Das Schreiben von Versen brachte sie sich selbst bei.
Am 22. April 1684 heiratete Zeidler den Pfarrer Andreas Haldensleben (1652–1736). Sie verstarb um das Jahr 1706 im Alter zwischen 48 und 49 Jahren.

## Werk
Im Jahr 1686 gab Johann Gottfried Zeidler eine Sammlung von Gedichten seiner Schwester mit dem Titel Jungferlicher Zeitvertreiber. Das ist Allerhand Deudsche Gedichte. Bey häuslicher Arbeit und stiller Einsamkeit verfertiget und zusammengetragen von Susannen Elisabeth Zeidlerin heraus. Susanna Zeidler wollte ihre Gedichte ursprünglich nicht veröffentlichen, allerdings war sie dessen „überdrüssig“, dass ihrer Arbeit kaum Beachtung geschenkt wurde und viele davon ausgingen, die Werke stammen nicht von ihr. In ihrem Vorwort des Jungferlichen Zeitvertreibers werden in gewisser Weise bereits „emanzipatorische“ Ansichten beziehungsweise Gedanken Zeidlers deutlich. Hierbei betont sie unter anderem, dass Frauen genauso fähig wie Männer seien, sich in der Dichtkunst zu betätigen, auch wenn „ein ungläubiger Thomas“ das „nicht in seinen Kopf bringen“ kann. Des Weiteren fragt sie gegen Ende ihrer Vorrede, warum denn „das Frauenzimmer nicht auch von Natur fähig seyn [sollte], allerhand Künste und Sprachen zu lernen, so wohl als die Mannspersonen“. Zeidler war sich der zeitgenössischen Schwierigkeit für Frauen, Gedichte zu verfassen, bewusst. Gedichte von Frauen, welche beispielsweise nicht über eine gewisse soziale Stellung verfügten, wurden von der Öffentlichkeit oft skeptisch betrachtet. Diese Ungleichheit und das Bewusstsein dieser thematisiert sie in ihrem Gedicht Beglaubigung der Jungfer Poetery. Auch wenn die Gedichtsammlung Jungferlicher Zeitvertreiber ihr einziges veröffentlichtes Werk war, gilt Susanna Elisabeth Zeidler als eine der bedeutendsten deutschsprachigen Lyrikerinnen des 17. Jahrhunderts.
Zeidler schrieb sowohl Gedichte zu alltäglichen Themen wie Gärten oder die Eitelkeit, aber unter anderem auch ein „Genesungsgedicht“ an ihren Bruder Johann Gottfried. Weiter verfasste Zeidler auch Trauer- und Hochzeitsgedichte. Ihre Gedichte weisen meist eine Kreuz- oder Paarreimform auf.
Ein Neudruck von Zeidlers Gedichtsammlung erschien im Jahr 2000 im Peter-Lang-Verlag (ISBN 978-3-906764-36-8).